# Camponotus claviscapus
Camponotus claviscapus es una especie de hormiga del género Camponotus, tribu Camponotini. Fue descrita científicamente por Forel en 1899.
Se distribuye por Belice, Brasil, Costa Rica, Ecuador, Guayana Francesa, Guatemala, Honduras, México, Nicaragua, Panamá, Trinidad y Tobago y Venezuela. Se ha encontrado a elevaciones de hasta 1780 metros. Vive en microhábitats como la vegetación baja, ramas muertas y nidos.